# Brian Friel

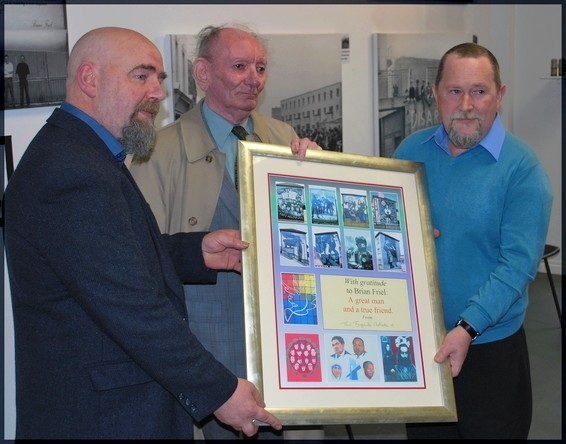
Brian Friel (centro) em 2013.

Brian Friel (Omagh, condado de Tyrone, 9 de janeiro de 1929 – 2 de outubro de 2015) foi um dramaturgo britânico nascido na Irlanda do Norte.

## Peças de teatro
- This Doubtful Paradise (1958)
- The Enemy Within (1962)
- Philadelphia Here I Come! (1964)
- Lovers (1967)
- Crystal and Fox (1968)
- The Freedom of the City (1973)
- Volunteers (1975)
- Living Quarters (1977)
- Aristocrats (1979)
- Faith Healer (1979)
- Wonderful Tennessee (1993)
- Molly Sweeney (1995)
- Give Me Your Answer, Do! (1997)
- Translations (1980)
- Three Sisters (Chekhov adaptação, 1981)
- The Communication Cord (1982)
- Making History (1989)
- Dancing at Lughnasa (1990)
- A Month in the Country (Turgenev adaptação, 1992)
- Uncle Vanya (Chekhov adaptation, 1998)
- The Yalta Game (Chekhov adaptação, 2001)
- The Bear (Chekhov adaptation, 2002)
- The Home Place (2004)